# Kamniška Bistrica
Kamniška Bistrica – wieś w Słowenii, w gminie Kamnik. W 2018 roku liczyła 22 mieszkańców.